# Siegfried & Roy
Siegfried & Roy là bộ đôi nhà ảo thuật người Mỹ gốc Đức đương đại. Họ trở trên nổi tiếng trong làng giải trí với sư tử trắng và con hổ trắng. Bộ đôi này bao gồm Siegfried Fischbacher (sinh ngày 13 tháng 6 năm 1939 - mất ngày 13 tháng 1 năm 2021) và Roy Horn (sinh Uwe Ludwig Horn; 3 tháng 10 năm 1944 - 8 tháng 5 năm 2020).
Từ ngày 1 tháng 2 năm 1990, cho đến khi chấn thương kết thúc sự nghiệp của Horn vào ngày 3 tháng 10 năm 2003, bộ đôi này đã thành lập Siegfried & Roy tại Khu nghỉ mát và Sòng bạc Mirage, được coi là chương trình được truy cập nhiều nhất ở Las Vegas, Nevada. Từ tháng 8 năm 2004 đến tháng 5 năm 2005, Fischbacher và Horn là nhà sản xuất điều hành của sitcom hoạt hình Father of the Pride.
Vào ngày 8 tháng 5 năm 2020, Horn qua đời vì COVID-19 tại Las Vegas, Nevada hưởng thọ 75 tuổi.
Vào ngày 12 tháng 1 năm 2021, Fischbacher thông báo ông bị Ung thư tuyến tụy giai đoạn cuối. Ông qua đời vào ngày hôm sau tại Las Vegas vì căn bệnh này hưởng thọ 81 tuổi.